# 奥斯灰蝶属
奥斯灰蝶属（学名：Austrozephyrus）为灰蝶科的一个属。

## 下属物种
本属包括以下物种：
- 奥斯灰蝶 Austrozephyrus absolon (Hewitson, 1865)